# Камману
Камману (Каммані, Кам-Ма-ан, Мелідду) — неохеттське (хетто-арамейське) царство на території сучасної Туреччини, що утворилася близько 1178 до н. е. внаслідок занепаду держави Хатті. Тривалий час боролася проти Ассирії у складі різних коаліцій. Втім зрештою 712 року до н.е було знищено.

## Географія
Розташовувалося на південь від держави касків, північніше царства Табал. Східним кордоном була річка Євфрат. В часи розквіту царства, межі сягали навіть за неї.

## Історія
Попередником була держава Ішува (Ісува), яку було підкорено хеттами. Внаслідок розвалу держави хеттів близько 1178 року до н. е. Какмману зумів здобути самостійність. Цьому також сприяло вигідне географічне становище. Спочатку вона охоплювало територію навколо мідних копалень. З часом до володінь було приєднано область навколо міста Мелід. Невдовзі Камману увійшло до антиассирійського союзу на чолі з царством Табал.
На початку XI ст. до н. е. зазнало ударів з боку ассирійського царя Тукульті-апал-Ешарри I, який здійснив сюди четвертий і шостий похід. Перший торкнувся цих місць частково. Під час шостого походу царя Камману разом з царством Муцру (Мусрі) запекло боролася. Але у битвах біля гори Тала, а потім Харуса. В результаті Камману визнало зверхність Ассирії, погодившись на сплату великої данини. Також 300 вояків-камману з родинами було вислано до Ассирії. Втім вже наприкінці XI ст. до н. е. після занепаду Ассирії Камману здобуває незалежність. Водночас сюди просуваються арамейські племена, що поєднуються з лувійцями та хурритами.
Ймовірно у VIII ст. до н. е. з невідомих причин держава розпалася на Камману і Мелідду. Між ними тривали запеклі битви. Цим скористалися ассирійці — близько 740 року до н. е. Тіглатпаласар III знову підкорив Камману. До 715 року до н. е. Мелідду підкорило Камману. З цього часу назва Мелідду стало використовуватися частіше. Камману-Мелідду стало союзником Урарту. Втім вже 712 року до н. е. ассирійський цар Шаррукін II знищив це царство. В подальшому деякі його частини було передано ассирійським васалам Тіл-Гарріму і Кумух. Останній ліквідовано 709 року до н. е.

## Державний устрій
Спочатку столицею було місто Кібшуна. З посиленням держави перемістилася до Меліду (поблизу сучасного міста Малатья). Спочатку володарі носили титул «Великий хатті» (разом з правителями Табалу і Каркемишу). З огляду на це можливо правляча династія вела родовід від хеттських царів. 
Великий цар Камману стояв на чолі федерації, де підлеглі правителі мали титул царів, зберігаючи автономію. Ймовірно складалася з Камману, Меліду, Муцру, Ґурґум, можливо Кумух. З IX ст. до н. е. титул «великий хатті» зникає. Останніми відомими царями були Тархуназі й Гунзінану.

## Мистецтво
У монументальній архітектурі простежується вплив Фригії, Ассирії та Урарту. Міста відомі палацами й храмами, монументальними кам'яними скульптурами, що зображували володарів й левів.